# Vjazemskij rajon (Kraj di Chabarosk)
Il Vjazemskij rajon (in russo Вяземский район?) è un municipal'nyj rajon del Kraj di Chabarovsk, nell'Estremo oriente russo, con capoluogo Vjazemskij.